# Europa Star 2006
Pour un article plus général, voir Europa Star.
La 3e édition du programme Europa Star est un programme d'émission de pièces commémoratives ayant eu lieu en 2006 dans plusieurs États européens frappant des pièces en euro ; le thème commun était les « personnalités européennes ».
| Pays      | Sujet                                       | Valeur faciale | Sortie            | Notes                                                   |
| --------- | ------------------------------------------- | -------------- | ----------------- | ------------------------------------------------------- |
| Autriche  | Wolfgang Amadeus Mozart (250e anniversaire) | 5 €            | 10 mai 2006       |                                                         |
| Belgique  | Juste Lipse (400e anniversaire de la mort)  | 10 €           | -                 | seconde pièce en or avec valeur faciale de 50 €         |
| Espagne   | Charles Quint                               | 10 €           | -                 | seconde pièce en or avec valeur faciale de 200 €        |
| Finlande  | Johan Vilhelm Snellman (200e anniversaire)  | 10 €           | -                 |                                                         |
| France    | Robert Schuman (120e anniversaire)          | 1,5 €          | -                 | autres pièces en or avec valeur faciale de 50 € / 100 € |
| Hongrie   | Béla Bartók (125e anniversaire)             | 5000 Ft        | -                 |                                                         |
| Irlande   | Samuel Beckett (100e anniversaire)          | 10 €           | 2 mai 2006        | seconde pièce en or avec valeur faciale de 20 €         |
| Italie    | Léonard de Vinci (50e anniversaire)         | 10 €           | -                 |                                                         |
| Malte     | Themistocles Zammit                         | 5 Lm           | -                 |                                                         |
| Pays-Bas  | Rembrandt (400e anniversaire)               | 5 €            | -                 | seconde pièce en or avec valeur faciale de 10 €         |
| Portugal  | Henri le Navigateur                         | 8 €            | -                 |                                                         |
| Slovaquie | Karol Kuzmány (200e anniversaire)           | 200 Sk         | 26 septembre 2006 | seconde pièce en or avec valeur faciale de 10 €         |